# Johann IV. von Neuenburg

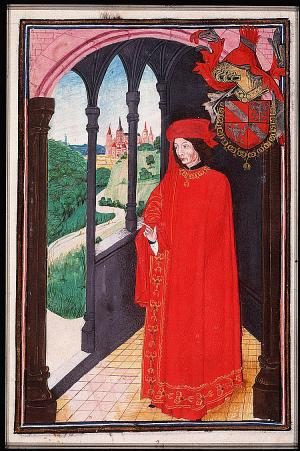
Kardinal Jean de Neufchâtel (Miniatur von 1473)

Johann IV. von Neuenburg, auch Jean de Neufchâtel, (* etwa 1340 in Neuenburg, Burgund; heute Neuenburg NE, seit 1815 Schweiz; † 4. Oktober 1398 in Avignon, Frankreich) war ein französischer Pseudokardinal aus dem Adelsgeschlecht Neufchâtel-en-Bourgogne.

Neufchâtel war der zweite Sohn von Thibaut V. de Neufchâtel und Jeanne de Chalon. Er erlangte das Doktorat der Rechtswissenschaften. Die Bischofsweihe spendete ihm im selben Jahr Guillaume de Meleduno, Erzbischof von Sens. Neufchâtel wurde am 10. Februar 1371 zum Bischof von Nevers ernannt. Am 27. August 1372 wurde er zum Bischof von Toul ernannt und am 4. Mai 1373 inthronisiert. Am 23. Dezember 1383 ernannte Gegenpapst Clemens VII. ihn zum Kardinalpriester von Santi Quattro Coronati.

Bischofswappen (modernes Schema)

 Als er sich zwischen dem 4. Juni 1384 und 2. Oktober 1387 in Avignon aufhielt, wurde ihn die Insignien des Kardinalat verliehen. Im Dezember 1392 folgte die Ernennung zum Kardinalbischof von Ostia e Velletri. Er nahm nicht am Konklave von 1394 teil, welches Gegenpapst Benedikt XIII. wählte, da er nicht in Avignon weilte. Am 11. Oktober 1394, nach seiner Rückkehr nach Avignon, spendete er diesem die Bischofsweihe.